# Mestre de les Banderoles
El Mestre de les Banderoles (actiu entre 1450-75) era un gravador anònim del segle xv que creu que treballà al nord dels Països Baixos, potser a Geldern o Overijssel. És anomenat així per l'ús que feia de "banderoles", o filacteris a les seves il·lustracions. La seva tècnica ha estat descrita com a "crua" i "maldestre", i la majoria dels 130 gravats que se li van atribuir son còpies d'altres artistes posteriors, com el Mestre E. S. i Rogier van der Weyden. Arthur Mayger Hind descriu l'artista d'una com "de poca originalitat, però de cert interès com a copista".

## Descripció
Part de les figures del mestre de les banderoles es basa en el model català o italià. Les seves vuit cartes formarien part d'un joc d'almenys 48 cartes de la baralla espanyola encara que en el fragment no hi ha ni la figura de l'as ni les dels personatges cortesans. Els naips que hi apareixen, estan gravats en ordre, separats per una línia.